# سیاهرگ گردنی بیرونی
سیاهرگ گردنی بیرونی یا ورید ژوگولار خارجی (به انگلیسی: External jugular vein) یا سیاهرگ وداج بیرونی؛ در قسمت طرفی و سطحی گردن مشاهده می‌شود و از زیر پوست مشهود است. این سیاهرگ، خون بخش‌هایی از سر و صورت را جمع‌آوری و به سیاهرگ زیرترقوه‌ای (ساب‌کلاوین) در هر سمت می‌ریزد.
نام فارسی دو سیاهرگ گردنی بیرونی و درونی در فارسی از قدیم وِداگ (در فارسی میانه: اوداگ) بوده‌است. این واژه در عربی به صورت وداج درآمد و در متون فارسی استفاده شد.‎ در فارسی به هرگونه مجرا و رگ در بدن به‌طور کل «اوداگی‌ها» هم می‌گفتند.‎

## نگارخانه

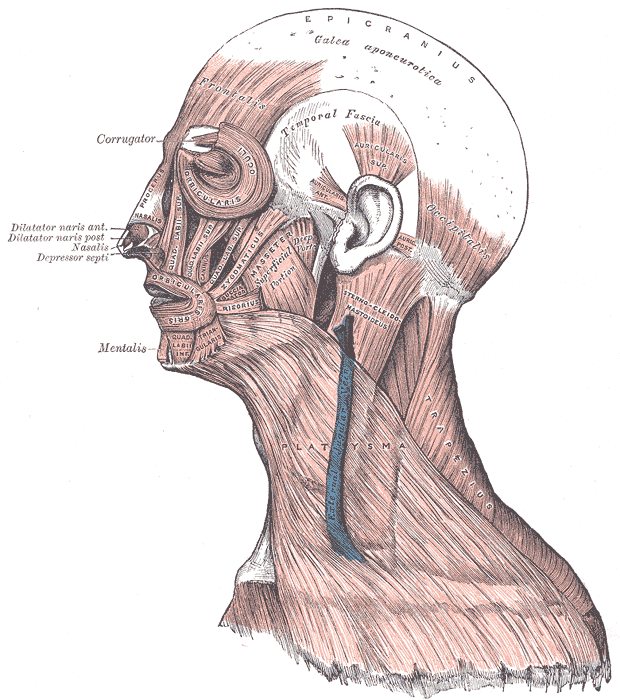
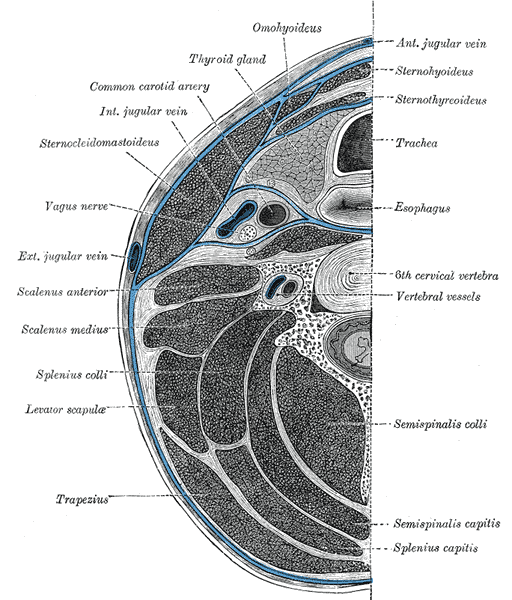
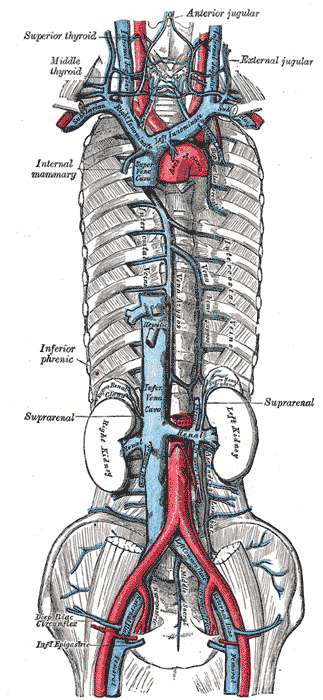